# 大悲心陀羅尼
大悲心陀羅尼（だいひしんだらに）は、仏教の陀羅尼である。大悲円満無礙神呪（だいひえんまんむげじんしゅ、だいひえんもんぶかいじんしゅ）または大悲呪（だいひじゅ）等ともいう。『千手千眼観世音菩薩広大円満無礙大悲心陀羅尼経』に含まれているため千手観音の陀羅尼として知られているが、元々は青頸観音（しょうきょうかんのん）という別の変化観音のものである。そのため、青頸陀羅尼（梵語：Nīlakaṇṭha Dhāraṇī、ニーラカンタ・ダーラニー）、青頸大悲心陀羅尼等とも呼ばれる。日本では「なむからたんのー、とらやーやー」という出だしで知られており、主に禅宗で広く読誦される。

## 概要

### 漢訳
陀羅尼には中国・ベトナム・日本で広く普及しているテキスト（以下「抄本」）と、それよりも長く、整えられたもの（以下「広本」）が現存する。一方、朝鮮半島では広本に見られる句を含む抄本を基にしたテキストが使用されている。

#### 抄本
- 伽梵達摩訳『千手千眼観世音菩薩広大円満無礙大悲心陀羅尼経』（大正蔵1060）

西インド出身の僧・伽梵達摩（Bhagavaddharma、がぼんだつま／かぼんだるま、漢名：尊法、生没年不詳）による漢訳とされるが、サンスクリット本はなく偽経ともいわれる。『宋高僧伝』「巻第二」では訳出を唐高宗の永徽・顕慶年間（650～661年）と推測している。日本や中国で常用されるテキストはこれに基づく。
- 不空訳『千手千眼観世音菩薩大悲心陀羅尼』（大正蔵1064）

伽梵達摩訳を基にしたもの。陀羅尼の説明や、千手観音が手にする持物の功徳と真言が含まれている。
- 不空訳『大慈大悲救苦観世音自在王菩薩広大円満無礙自在青頸大悲心陀羅尼』（大正蔵1113b）

梵字で書かれたサンスクリット語原文と音写（句の分け方以外は伽梵達摩訳の陀羅尼部分とほぼ同じ）とからなっている。
抄本は東アジアで最もよく読誦されるテキストでありながらも音訳が精密でなく、略訛と思われる語句や難解な部分が多い。特徴として「ニーラカンタ」（Nīlakaṇṭha）という単語を「那囉謹墀」（中央アジアの言語からの重訳か。不空訳『青頸大悲心陀羅尼』の梵字部分では「Narakidhi」または「Narakindi」）と音写していることが注目される。

#### 広本

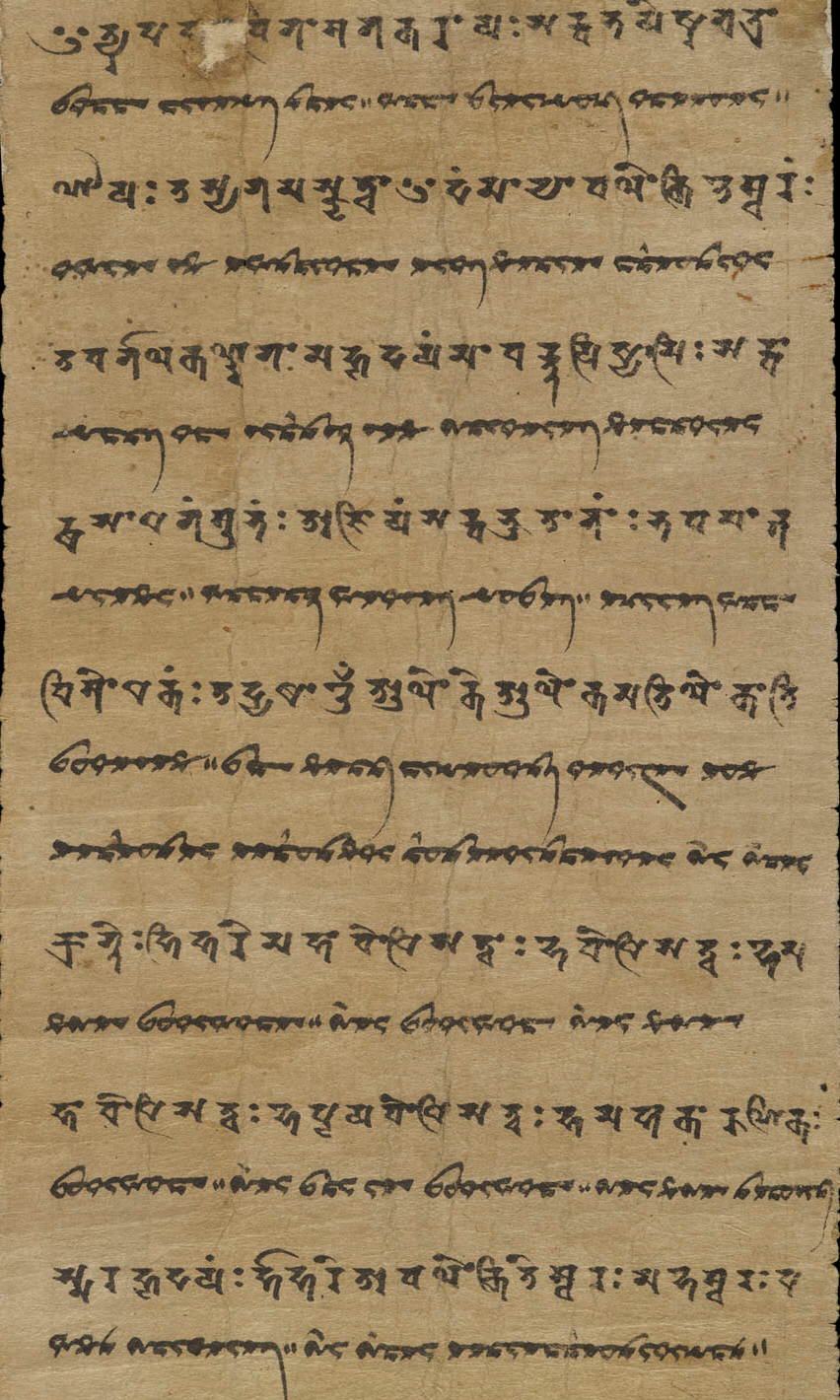
梵字とソグド文字で書かれた青頸陀羅尼（Or.8212/175、敦煌出土、8世紀、大英図書館所蔵）

- 金剛智訳『千手千眼観自在菩薩広大円満無礙大悲心陀羅尼呪本』（大正蔵1061）
- 金剛智訳『金剛頂瑜伽青頸大悲王観自在念誦儀軌』（大正蔵1112）
- 不空訳『青頸観自在菩薩心陀羅尼経』（大正蔵1111）

青頸観音の像容やその印相の説明が含まれている。
- 指空校『観自在菩薩広大円満無礙大悲心陀羅尼』（大正蔵1113a）

指空（Dhyānabhadra、1363年没）によるもの。

### チベット語訳
訳経僧・法成（ཆོས་གྲུབ、チョドゥプ、Chos-grub、生没年不詳）が9世紀の半ば頃に漢訳からチベット語に重訳したと言われる『聖、千手千眼を有する観自在菩薩無磯大悲心を広大に正円満すと名付くる陀羅尼』（འཕགས་པ་བྱང་ཆུབ་སེམས་དཔའ་སྤྱན་རས་གཟིགས་དབང་ཕྱུག་ཕྱག་སྟོང་སྤྱན་སྟོང་དང་ལྡན་པ་ཐོགས་པ་མི་མངའ་བའི་ཐུགས་རྗེ་ཆེན་པོའི་སེམས་རྒྱ་ཆེར་ཡོངས་སུ་རྫོགས་པ་ཞེས་བྱ་བའི་གཟུངས、'Phags-pa byang-chub sems-dpa' spyan-ras-gzigs dbang-phyug phyag-stong spyan-stong dang ldan-pa thogs-pa mi-mnga' ba'i thugs- rje chen-po'i sems rgya-cher yongs-su rdzogs pa zhes-bya-ba'i gzungs）のほか、チャンキャ・ロルペー・ドルジェ（1717年～1786年）による智通訳『千眼千臂観世音菩薩陀羅尼神呪経』（大正蔵1057a、1057b）の重訳といわれるものがある。（なお、智通訳には大悲呪（青頸陀羅尼）とは異なる陀羅尼が含まれており、ロルペー・ドルジェ訳はこの陀羅尼ではなく法成訳に見られる広本大悲呪を基にしている。）法成訳以前に成立した訳者不詳のものも現存する。

### 写本
千手観音関連の経典や大悲呪の写本が敦煌で多く見つかっている。その中の一つは、1912年に探検家オーレル・スタインが莫高窟で発見した広本大悲呪の写本（Or.8212/175、8世紀）である。梵字とソグド文字で書かれたもので、『千手を持つ聖青頸観世音菩薩の名を説く陀羅尼』（ソグド語：1 LPw δsty ʾʾryʾβṛʾwkδʾyšβr nyṛknt nʾm tʾrny）という題目を持つ。

## 沿革

### 由来

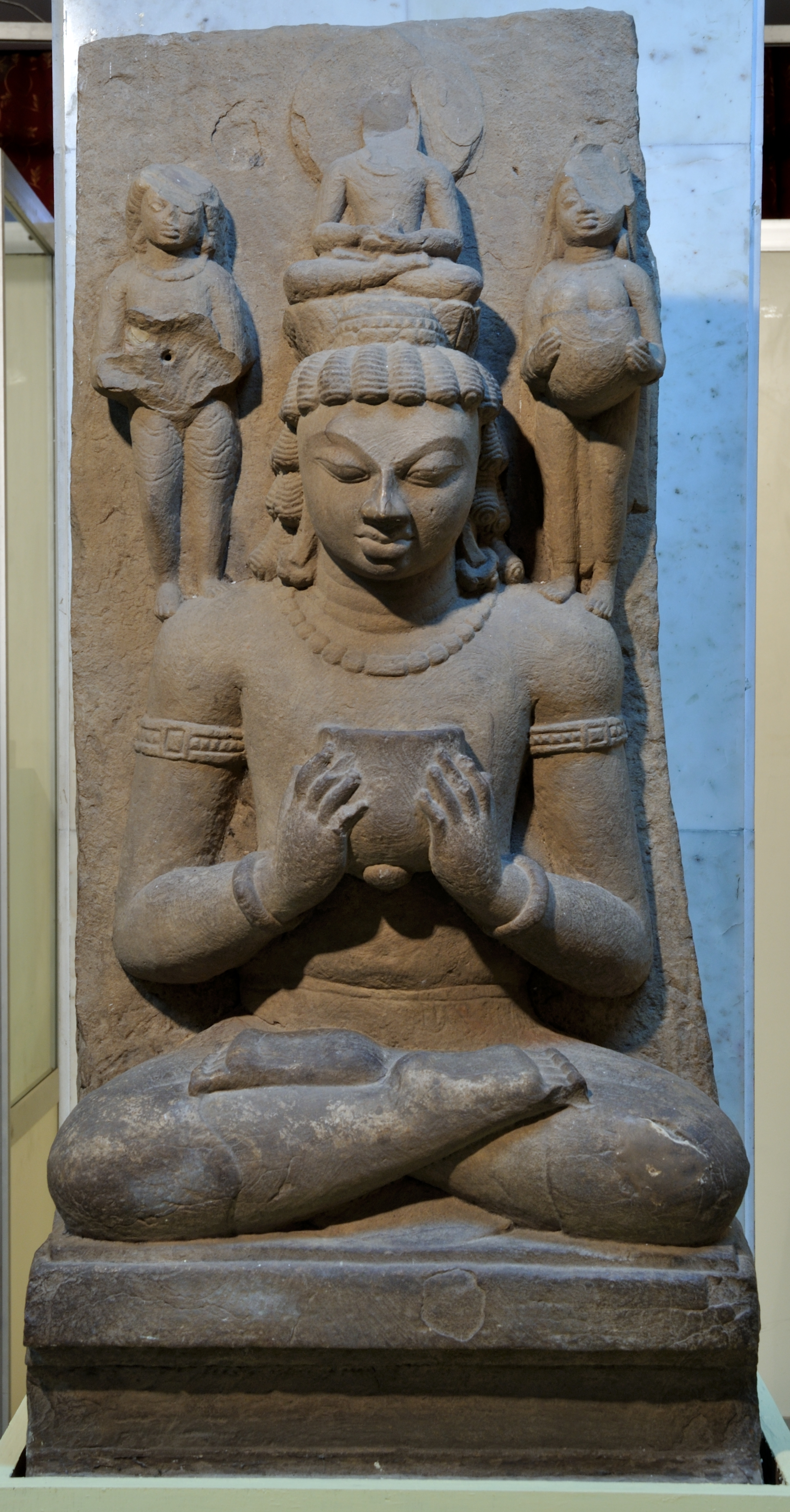
青頸観音菩薩像
（サールナート出土）

ローケーシュ・チャンドラ（1988年）の説によると、原形は仏教に取り入れられた「ニーラカンタ神の陀羅尼」（青頸陀羅尼）である。「ニーラカンタ（青い首を持つ者の意、青頸）」とはヒンドゥー教のシヴァの異名であり、ここではシヴァとヴィシュヌの合体形・ハリハラを指す。
広本のテキスト（金剛智訳『大悲心陀羅尼呪本』等）で見られる通り、元々は「観音菩薩によって説かれた（Āryāvalokiteśvara-bhāṣitaṃ）」形式の陀羅尼であったが、ニーラカンタ（ハリハラ）が「青頸観音」として観音と習合されるに連れて、陀羅尼は「観音が説くもの」から「青頸観音について説くもの」へと変化した。
仏教に取り込まれた神々が観音と同視される事例は他にもあり、馬頭観音（元はヴィシュヌの化身ハヤグリーヴァ）または准胝観音（元はヒンドゥー教の女神チャンディー）はまさにそれである。実際にはチベット大蔵経中に「観音が説く」ハヤグリーヴァの陀羅尼が見られるが、ここではハヤグリーヴァが未だに観音と同視されていないことが著しい。チャンドラは、「観音によって説かれた」ニーラカンタ（ハリハラ）やハヤグリーヴァの陀羅尼の成立をこの神々の仏教への導入の一環として見ている。要するに、これらの経典では観音が異教の神々の呪文（陀羅尼）を説くことによってその神々を仏教に取り入れるという働きを持つとされている。
陀羅尼内には「Hare（ヴィシュヌの別名「ハリ」の呼格）」「Narasiṃha-mukha（ナラシンハの顔を持つ者）」「kṛṣṇa-sarpopavita（黒蛇を聖紐としてまとう者）」等といったヴィシュヌやシヴァ由来の称号が繰り返されている。また、不空訳『青頸観自在菩薩心陀羅尼経』が青頸観音の画像法を以下のように述べている。
其の像三面、当前の正面は慈悲凞怡の貌に作り、右辺は獅子面に造り、左辺は猪面に作る。首に賓冠を戴く、冠中に無量寿仏あり。また四臂あり、右第一臂は錫杖を執り、第二臂は蓮華を執把し、左第一は輪を執り、第二は螺を執り、虎皮を以て裙と為し、黒鹿衣を以て左膊に於て角絡し、黒蛇を被して以て神線と為し、八葉蓮華上に於て立ち、瓔珞、臂釧、鐶珮、光焔其の身を荘厳す。其の神線、左膊より角絡して下る。

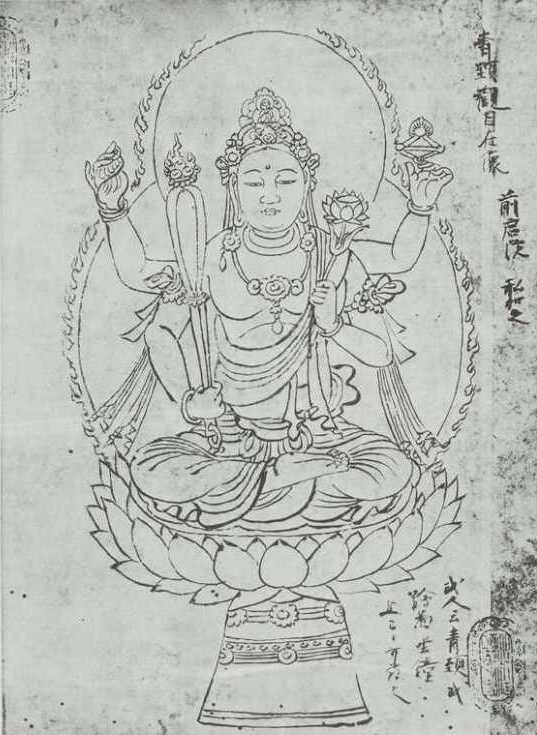
青頸観自在像（心覚著『別尊雑記』より）

獅子面と猪面は那羅延天（仏教におけるヴィシュヌ）やカシミール地域で作られたヴィシュヌ像（en:Vaikuntha Chaturmurti）に見られる特徴で、「錫杖・蓮・輪・螺」という持物はヴィシュヌが持つ「棍棒・蓮・円盤・法螺貝」に相当する。一方、虎の皮・黒鹿の皮・黒蛇はシヴァが身に纏うものである。

### 伝来・受容
青頸陀羅尼が千手観音について説く経典に導入されると、千手観音の功徳を賛える陀羅尼と解釈され「大悲心陀羅尼」（大悲呪）と名付けられる。
千手観音（十一面千手千眼観音）は青頸観音と同様にヒンドゥー教の神々を仏教に取り入れて成立した観音の変化身と考えられている。「千の手を持つもの」を意味する「sahasrabhuja（サハスラブジャ）」はヴィシュヌやシヴァの異名でもある。インド神話に登場する原人プルシャも、千個の頭や千本の足を持つ巨人と言われる。

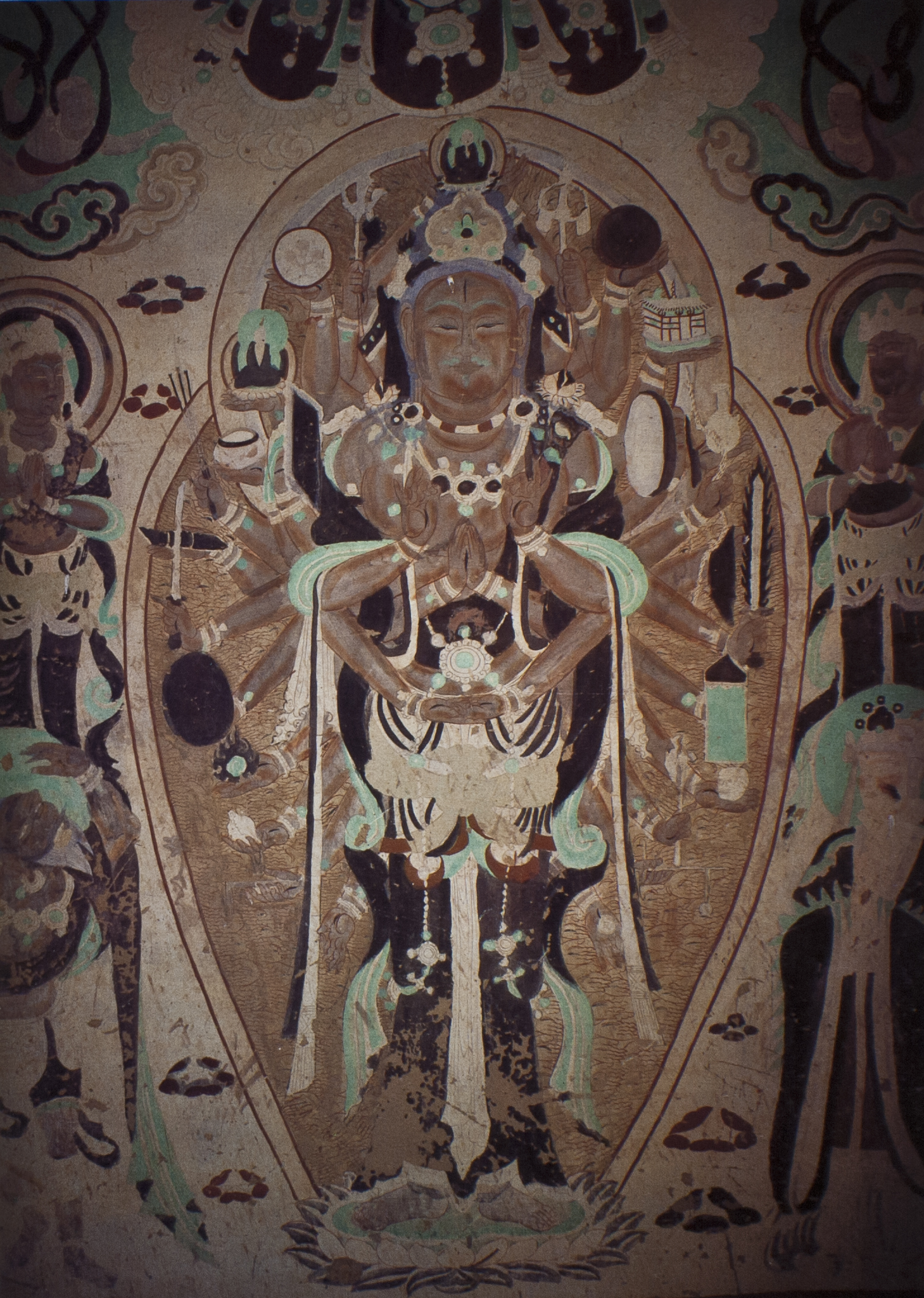
千手観音（甘粛省瓜州県楡林窟）

唐の武徳年間（618年～626年）、瞿多提婆（くたでいば、Guptadeva?）という僧侶がインドから携えていた千手観音図及びその経本・行法を皇帝に進上した。これが中国における千手観音信仰の始めとされている。他の変化観音と比べて伝来がかなり遅れたものの、朝廷や密教の開元三大士（善無畏・金剛智・不空）の支持を受けたことから人気を得た。
永徽・顕慶年中（650～661年）、伽梵達摩が于闐（ホータン王国）で『千手経』を漢訳する。千手観音関連の経典の最古の漢訳とされる智通訳『千眼千臂観世音菩薩陀羅尼神呪経』（貞観年中（620～649年）成立）とは異なり、経典内に説かれる陀羅尼は青頸陀羅尼（抄本大悲呪）である。世間に広く知れ渡るのは、この伽梵達摩訳である。
開元年間（713～741）に始まる様々な陀羅尼の流行に伴い、陀羅尼部分は伽梵達摩訳『千手経』を離れて別行し、中国社会に浸透していく。その後、金剛智や不空による『千手経』の別訳とされるものも流布していく。晩唐期になると、陀羅尼文が刻まれた石幢が多く建造され、大悲呪によって奇跡を起こす僧侶の逸話も広まった。また、大悲呪とともに『千手経』における観音に帰命する十願・六向を抜粋した『大悲啓請』（大正蔵2843）が広く伝播した。敦煌で見つかった陀羅尼文や『大悲啓請』の写本の数の多さからその人気の程がうかがえる。
伽梵達摩訳がここまで僧俗を問わず絶大な人気を得たのは、他の千手観音に関する経典よりも比較的にシンプルで、陀羅尼の功徳が詳しくはっきりと説かれているからだと考えられている。

### 禅宗への普及
禅宗における最初の事例として、永明延寿著『慧日永明寺智覚禅師自行録』第九に当時の禅僧が大悲呪を読誦していたことを示唆する記事があるが、日常的に依用していたかどうかは不明である。大慧宗杲『大慧普覚禅師普説』「巻4」には陀羅尼の表記における字の異同をめぐる議論があるが、陀羅尼がこの頃広く知られていたことは考えられる。このように禅僧たちによる陀羅尼への言及が増え始めたのは、早ければ北宋初期、遅くとも南宋末期を下らないと考えられる。
後の時代に、禅宗の日常の勤行の中に大悲呪が定着していった経過は、清規の変遷の中にある程度見出すことができる。禅宗の諸清規のうちで、まず最初に陀羅尼の名が見られるのは、南宋末期成立（1263年頃）の『入衆須知』で、読誦回数2回と示している。続いて弌咸著『禅林備用清規』（1311年）では14ヶ所、『勅修百丈清規』（1336年～1343年）では18ヶ所（バリエーションを含めると23ヶ所）と年代とともに回数が増加している。なお中峰明本著『幻住庵清規』（1317年）は9ヶ所となっているが、附録『開甘露門』に施餓鬼会または盂蘭盆会にあたり最初に『大悲心陀羅尼』を唱えるよう指示があり、現在の儀礼に近くなっている。
日本の臨済宗の開祖とされる栄西が布教を始めた頃（1191年）や、曹洞宗開祖の道元が南宋から帰国して興聖寺を開いた時（1220～1230年代）には大悲心陀羅尼は未だに禅宗に定着していなかった。日本の禅宗にこの陀羅尼が普及したのは鎌倉末期から室町時代以降と推定されるが確証はない。

## 各地における大悲心陀羅尼

### 日本
曹洞宗においては通常の呼び名は大悲心陀羅尼で、朝課仏殿諷経、朝課開山歴住諷経、略朝課万霊諷経、竈公諷経、晩課諷経、鎮守諷経等で読誦する。臨済宗では略称大悲呪、正式呼称大悲円満無礙神咒と呼ばれる。
禅宗のほか、天台宗と真言宗にも読誦されることがある。かつては真言宗において「仏頂尊勝陀羅尼」と「宝篋印陀羅尼」に並ぶ最も重要される陀羅尼の一つであったが、現在は大悲呪の代わりに「阿弥陀如来根本陀羅尼」が三陀羅尼の一つとして数え上げられている。なぜこのように変わったのかは不明で宗門内の事情と思われる。

### 中華圏
中華圏では主に大悲呪（大悲咒、ピン音：Dàbēi zhòu）と呼ばれており、般若心経や六字真言に並ぶ最も人気のある仏典である。なお、「十一面観音心呪」という別の陀羅尼も世間では度々「大悲呪」（「蔵伝大悲呪」とも）と称されることがあり、混乱の原因となっている。

### 朝鮮半島
朝鮮の仏教においては神妙章句大陀羅尼（신묘장구대다라니、シンミョジャングデダラニ）あるいは千手経（천수경、チョンスギョン）と呼ばれ、梵字で書かれた筆写がお守りとして民家に飾られることがある。前述の通り、朝鮮半島で読誦されるテキストは日本と中国に使われる抄本大悲呪とは少し異なり、広本から導入したと思われる句や異文が含まれている。

## テキスト

### 代表的なテキスト
日本では坊本として流布しているテキストは以下のとおりである。『大正新脩大蔵経』収録の伽梵達摩訳と異同がある。
千手千眼観自在菩薩広大円満無礙大悲心陀羅尼
南無喝囉怛那哆羅夜耶。南無阿唎耶。婆盧羯帝爍鉗囉耶。菩提薩埵婆耶。摩訶薩埵婆耶。摩訶迦盧尼迦耶。唵。薩皤囉罰曳。數怛那怛寫。南無悉吉利埵伊蒙阿唎耶。婆盧吉帝室佛囉楞馱婆。南無那囉謹墀。醯唎摩訶 皤哷沙咩。薩婆阿他豆輸朋。阿逝孕。薩婆薩哷。那摩婆伽。摩罰特豆。怛姪他。唵 阿婆盧醯。盧迦帝。迦羅帝。夷醯唎。摩訶菩提薩埵。薩婆薩婆。摩囉摩囉。摩醯摩醯唎馱孕。俱盧俱盧羯蒙。度盧度盧罰闍耶帝。摩訶罰闍耶帝。陀囉陀囉。地利尼。室佛囉耶。遮囉遮囉。摩摩罰摩囉。穆帝隸。伊醯伊醯。室那室那。阿囉參佛囉舍利。罰沙罰參。佛囉舍耶。呼盧呼盧摩囉。呼盧呼盧醯利。娑囉娑囉。悉利悉利。蘇嚧蘇嚧。菩提夜菩提夜。菩馱夜菩馱夜。彌帝唎夜。那囉謹墀。地利瑟尼那。婆夜摩那。娑婆訶。悉陀夜。娑婆訶。摩訶悉陀夜。娑婆訶。悉陀喩藝。室皤囉夜。娑婆訶。那囉謹墀。娑婆訶。摩囉那囉。娑婆訶。悉囉僧阿穆佉耶。娑婆訶。娑婆摩訶悉陀夜。娑婆訶。者吉囉阿悉陀夜。娑婆訶。波陀摩羯悉陀夜。娑婆訶。那囉謹墀皤伽囉耶。娑婆訶。摩婆唎勝羯囉耶。娑婆訶。南無喝囉怛那哆羅夜耶。南無阿唎耶。婆盧吉帝。爍皤囉耶。娑婆訶。悉殿都。漫哆囉。跋陀耶。娑婆訶。

### 曹洞宗の読み方
この読み方は、曹洞宗の読誦法の例。臨済宗ではかなり異なり、また読誦する場面によっても異なる。
なむからたんのーとらやーやー。なむおりやーぼりょきーちーしふらーやー。ふじさとぼーやーもこさとぼーやー。もーこーきゃーるにきゃーやーえん。さーはらはーえいしゅーたんのーとんしゃー。なむしきりーといもーおりやー。ぼりょきーちーしふらーりんとーぼー。なむのーらー。きんじーきーりー。もーこーほーどー。しゃーみーさーぼー。おーとーじょーしゅーべん。おーしゅーいん。さーぼーさーとーのーもーぼーぎゃー。もーはーてーちょー。

とーじーとーえん。おーぼーりょーきー。るーぎゃーちーきゃーらーちー。いーきりもーこー。ふじさーとー。さーぼーさーぼー。もーらーもーらー。もーきーもーきー。りーとーいんくーりょーくーりょー。けーもーとーりょーとーりょー。ほーじゃーやーちーもーこーほーじゃーやーちー。とーらーとーらー。ちりにーしふらーやー。しゃーろーしゃーろー。もーもーはーも－らー。ほーちーりー。ゆーきーゆーきーしーのーしーのー。おらさーふらしゃーりー。はーざーはーざー。ふらしゃーやー。くーりょーくーりょー。もーらーくーりょーくーりょー。きーりーしゃーろーしゃーろー。しーりーしーりー。すーりょーすーりょー。ふじやーふじやー。ふどやーふどやー。みーちりやー。のらきんじー。ちりしゅにのー。ほやものそもこー。しどやーそもこー。もこしどやーそもこー。しどゆーきーしふらーやーそもこー。のらきんじーそもこー。もーらーのーらーそもこー。しらすーおもぎゃーやーそもこー。そぼもこしどやーそもこー。しゃきらーおしどーやーそもこー。ほどもぎゃしどやーそもこー。のらきんじーはーぎゃらやーそもこー。もーほりしんぎゃらやーそもこー。

### 真言宗の読み方
真言宗の読み方は、禅宗のものと大きく異なる。
のうぼう。あらたんのうたらやあや。のうぼありや。ばろきてい。じんばらや。ぼうじさとばや。まかさとばや。まかきゃろにきゃや。おんさらばらばえいしゅ。たんのうだしや。のうぼう。そきりたばいもうありや。ばろきてい。じんばらりょうだば。のうぼう。ならきんじ。けいりまばたしゃめい。さらばあたづしゅぼう。あせいよう。さらばぼたのう。まばばぎゃ。まばどづ。

たにゃた。おんあばろけいろきゃてい。きゃらてい。いけいりまかぼうじさとば。さらばさらば。まらまら。まま。けいりだよう。くろくろきゃらぼう。どろどろ。ばじゃやてい。まかばじゃやてい。だらだら。ちりにじんばらや。しゃらしゃら。まま。ばつまら。ぼくていれい。いけいいけい。しっだしっだ。あらさんはらしゃり。ばしゃばさん。はらしゃや。ころころ。まら。ころけいり。さらさら。しりしり。そろそろ。ぼうじやぼうじや。ぼうだやぼうだや。みていりや。ならきんじ。だりしゅにのう。はやまのう。そわか。しつだや。そわか。まかしつだや。そわか。しつだゆけい。じんばらや。そわか。ならきんじ。そわか。まらならしつら。そわか。ぼきゃや。そわか。はまかしつだや。そわか。しゃきゃらあしつだや。そわか。
はんどまきゃしつだや。そわか。ならきんじ。ばぎゃらや。そわか。まばりしょうぎゃらや。そわか。